# 地球は女で回ってる?
『地球は女で回ってる?』（ちきゅうはおんなでまわってる）は、2002年4月18日から同年9月12日まで日本テレビ系列局で放送されていた日本テレビ製作のバラエティ番組である。全7回。放送時間は毎週木曜 19:00 - 19:58 （日本標準時）。

## 概要
女性をテーマにしたさまざまなロケ企画を放送していた番組で、男性ゲストと女性ゲスト、そして女性の観覧希望者たちをスタジオに招いての公開放送を行っていた。番組タイトルは映画『地球は女で回ってる』に由来する。
本番組のスタジオセットは「女のるつぼ」と呼ばれる円形のセットで、底の所に出演者、その周りを囲むように観客を配置していた。男性ゲストは、番組スタート時には女性ゲストと対等の高さの場所に配置されるが、収録中に失言をするたびに床が下がっていき、多くの女性陣から見下ろされる形になった。番組終了時には床が限界まで下がり、スタジオから退場させられていた。進行役を務めていた羽鳥慎一もまた、下半身が埋まった状態で番組進行をさせられていた。
番組はプロ野球ナイター中継や同年5月2日のキリンカップサッカー2002中継などの影響で何度も放送が中断し、8月中に至っては1回も放送されなかった。そのため、放送時間帯が『クイズ$ミリオネア』（フジテレビ）などの人気番組もあって、視聴率は低迷し、放送期間が5か月ほどあったのにもかかわらず、わずか7回で終了することになった。

## 出演者

### 女性代表
- 美輪明宏
- 中島知子（当時オセロ） - 後期に出演。
- 女性ゲスト

### 男性代表
- 男性ゲスト2名

### 進行
- 羽鳥慎一（当時日本テレビアナウンサー）

## スタッフ
- ナレーター：小倉久寛、梅垣義明、平野文
- 総合監修：加藤幸二郎
- 構成：海老克哉、町山広美、そーたに、川崎良、内田裕士、武子正人
- 美術：小野寺一幸
- デザイン：道勧英樹、本田恵子
- 大道具：小出幸男、黒住真人
- 電飾：柏木淳
- TM：原泰造
- SW：望月達史
- カメラ：水梨潤
- 照明：高橋明宏
- 調整：三山隆浩
- 音声：長南聡子
- ロケ技術：ビデオフォーカス、ジェイ・クルー
- 編集：中野栄滋（テレテックメディアパーク）
- MA：石塚亮（テレテックメディアパーク）
- 音効：保苅智子、梅津承子（サウンドエッグノッグ）
- TK：山沢啓子
- デスク：小川典子
- 広報：神山喜久子
- タイトル：守屋健太郎
- ロゴデザイン：宮井勇気
- AP：松本京子、川嶋典子
- 制作協力：ザ・ワークス、モスキート、Call、acro、ZION、E company
- ディレクター：南波昌人、小俣猛、藤原耕治、牧野光江、小林一丈、丸目博則、寺野慎一郎、松田由紀子
- 演出：小島悟、浪岡厚生、田口マサキ、富山歩、佐々木俊勝、当麻康夫/舟澤謙二、鈴木豊人
- 総合演出：網島弘子
- プロデューサー：篠宮浩司/齋藤匠、岡﨑成美、中村昌哉
- チーフプロデューサー：吉川圭三
- 製作著作：日本テレビ

## コーナー
今週の花コトバ
美輪が毎回オープニングでさまざまな花言葉を紹介。前期のみの企画で、後期には行われなかった。
おねえちゃんになる日
母親が妊娠して弟か妹ができ、姉になる予定の女の子を特集するコーナー。
想い出の彼とちょっとだけデート
主婦が家族の了解を得て、昔付き合っていた男性と久しぶりにデートをする模様を放送。
投稿！夫の爆笑寝姿グランプリ！
全国の既婚女性から送られてきた夫の面白い寝姿を撮影した映像を紹介。採用者には賞金が贈られ、採用作品が優秀作やグランプリに選ばれた場合には賞金が高額になる。
我が家のオキテ
全国の既婚女性から各々の家庭独自のルールを募集・紹介する。紹介したルールをまとめて書籍化する予定だったが、番組打ち切りの影響で実現しなかった。
こっそり見たい夫の帰り道
夫が仕事先から自宅に着くまでの帰路を、主婦が番組スタッフの協力を得て尾行。1週間の帰路を採点し、その良し悪しを最終日の夕食の品数の多寡をもって判定する。
ラストプロポーズは彼女から
独身女性が、長年付き合っている彼氏に最初で最後のプロポーズを行う。成功すれば独身女性と彼氏はそのまま結婚できるが、成功しなかった場合には彼氏は彼女の元を離れ、番組のバックアップによる海外での新生活を送らなければならない。
まほうのかがみ はじめてのお化粧
化粧未経験の女の子が、番組の用意した夢のメイクルームで初めての化粧を行う。
集まれ！すごい女性（ヒト）
すごい記録や体験をした女性のエピソードを視聴者から募集。
番組はこれらのほか、一般女性のさまざまな夢を叶える連続企画も行っていた。